# Mas Comes (Palafolls)
El Mas Comes és una masia de Palafolls (Maresme) inclosa a l'Inventari del Patrimoni Arquitectònic de Catalunya.

## Descripció
Està situada molt a prop de Can Ribas, a l'altra banda del barri de Santa Maria de Palafolls. Pertany al grup II. Conserva el portal rodó i dues finestres gòtiques, una en cada un dels cossos laterals, d'èpoques diferents. A la finestra més marcadament gòtica s'hi destaca l'ampit, probablement de factura posterior, d'aproximadament els segles XVI o XVII.